# Alcácer do Sal (Santa Maria do Castelo e Santiago) e Santa Susana
Alcácer do Sal (Santa Maria do Castelo e Santiago) e Santa Susana, oficialmente União das freguesias de Alcácer do Sal (Santa Maria do Castelo e Santiago) e Santa Susana, é uma freguesia portuguesa do município de Alcácer do Sal, situada na subregião do Alentejo Litoral, pertencendo à região do Alentejo e ao distrito de Setúbal, tendo 888,35 km2 de área e 7733 habitantes (censo de 2021). A sua densidade populacional é 8,7 hab./km².

## História
A freguesia foi criada a 30 de maio de 2013 através da agregação das três antigas freguesias de Santa Maria do Castelo, Santiago e Santa Susana. A principal localidade e sede da união de freguesia é em Santiago.

## Demografia
A população registada nos censos foi:
| Ano  | 0-14 Anos | 15-24 Anos | 25-64 Anos | > 65 Anos |
| 2001 | 1243      | 1347       | 5012       | 2017      |
| 2011 | 1206      | 854        | 4799       | 2174      |
| 2021 | 890       | 700        | 3824       | 2319      |

## Geografia
É de longe a freguesia portuguesa de maior extensão territorial. De facto, dos 308 municípios portugueses, só 12 (para além do próprio município de Alcácer do Sal) são mais extensos do que esta freguesia. Esta freguesia é também mais extensa do que a Região Autónoma da Madeira.